# Vladimír Rimbala
Vladimír Rimbala (* 26. listopadu 1978 Levoča) je slovenský ilustrátor, zaměřující se zejména na rekonstrukce pravěkých organismů (dinosauři, ptakoještěři ad.), tedy na tzv. paleoart.

## Život a dílo
Po ukončení Střední Zemědělské školy a povinné vojenské služby se odstěhoval do Čech, kde potom pracoval na různých místech a v různých profesích. Během pobytu v Praze pak navázal spolupráci s Jaroslavem Marešem a ilustroval asi dvě desítky článků v populárně-naučných časopisech, kromě toho však také pět knih. Spolupracoval rovněž se slovenským paleontologem Martinem Kundrátem, B. Kearem a dalšími. Jeho práce se objevila i v dokumentu o teropodních dinosaurech terizinosaurech. Ilustrátor má široký okruh zálib, ze kterých asi nejvíce upřednostňuje paleontologii, zoologii a kryptozoologii. Zajímá se také o umění a v současnosti má za sebou již svou první výstavu vlastních prací v norském Tromsø. Již předtím několikrát vystavoval své práce také v galerii umělců Spiša ve Spišské Nové Vsi.
Momentálně externě spolupracuje například s popularizátorem paleontologie Vladimírem Sochou (kniha Dinosauři od Pekelného potoka, Legenda jménem Tyrannosaurus rex, Pravěcí vládci Evropy, dále výstavy ilustrací dinosaurů). V Čechách již byly jeho ilustrace vystaveny v Hradci Králové, Rychnově nad Kněžnou, Dobrušce nebo v Hlinsku.
Vladimír Rimbala několik let žil a pracoval ve městě Tromsø na severu Norska, nyní žije v České republice.

## Knižní ilustrace
Vladimír Rimbala ilustroval například knihy Dinosauři od Pekelného potoka (2010), Poslední dny dinosaurů (2016), Dinosauři v Čechách (2017), Velké vymírání na konci křídy (2017), Legenda jménem Tyrannosaurus rex (2019), Pravěcí vládci Evropy (2020), Dinosauři – rekordy a zajímavosti (2021) a Návrat dinosaurů (2025) Vladimíra Sochy, kromě toho také ilustroval některé knihy cestovatele a kryptozoologa Jaroslava Mareše (1937–2021; například titul Šepot v buši).